# Gastrolobium pusillum
Gastrolobium pusillum là một loài thực vật có hoa trong họ Đậu. Loài này được Crisp & P.H. Weston miêu tả khoa học đầu tiên năm 1995.